# 동방신기
동방신기(東方神起, TVXQ!)는 SM 엔터테인먼트 소속의 대한민국의 2인조 남성 음악 그룹이다. 2004년 1월, 첫 데뷔 싱글 <Hug> 를 발매하며 가요계에 데뷔했다. 비공식 데뷔 무대는 싱글 발매 직전인 2003년 12월 26일 이루어졌다. 동방신기의 일본 데뷔일은 2005년 4월 27일이다. 동방신기는 2011년 1월부터 둘이서 활동을 했다.

## 역사

### 데뷔
2003년 12월 26일, SBS 《보아 & 브리트니 스피어스 스페셜》 무대를 통해 비공식 데뷔했으며, 2004년 2월 7일 MBC 《음악캠프》를 통해 공식 데뷔하였다. 동방신기는 ‘동방의 신이 일어나다’라는 뜻을 지니며, 일본에서는 토호신키(Tohoshinki), 중화권에서는 통팡시엔치(Tong Vfang Xien Qi. TVXQ, ), 영어권에서는 TVXQ!라는 이름을 사용한다. 그 외에 DBSK(Dong Bang Shin Ki) 또는 DBSG(Dong Bang Shin Gi) 라고 쓰기도 한다.

### 2004~2009년 5인 동방신기의 기록
2004년 동방신기는 데뷔엘범 <Hug>로 10대 팬층을 중심으로 엄청난 인기를 얻게 되었으며, 이 후 <있잖아요...(My Little Princess)>, <The Way You Are>, <Triangle>, <믿어요> 등 아카펠라 댄스음악을 내세우며 여러번 음악방송 1위를 차지하였다. 이들은 연말시상식에서 서태지와 아이들 이후 12년만에 신인상과 본상을 동시에 차지하는 영예를 안았다.
2005년 동방신기는 여름앨범 <Hi Ya Ya 여름날> 을 선공개한 뒤, 정규 2집 타이틀 곡 <Rising Sun>으로 음악방송 7관왕을 차지하였다. 같은 해 열린 Mnet & KMTV Music Video Festival에서 최고의 뮤직비디오 상을 수상하며 커리어 첫 대상을 수상하였다. 같은 해에는 에이벡스와 계약을 맺고, 2개의 싱글앨범을 발표하며 일본시장에 첫 진출했다.
2006년 대한민국 연말시상식 대상 그랜드 슬램을 달성했다. 2008년 음반 판매량 하프밀리언을 돌파하며 대한민국 연말시상식 대상 그랜드 슬램을 달성하였고, 아시아 그룹 및 남성가수 최초로 오리콘 위클리차트 1위를 차지했다. 2008년 세계에서 팬이 가장 많은 가수로, 2009년 세계에서 가장 사진이 많이 찍힌 연예인으로 각각 세계 기네스북에 등재되었다는 소식이 알려졌으나 이 내용은 이후 사실이 아님을 기획사 측에서 밝혔다. 2008년 한국 가수 그룹 최초로 일본 홍백가합전에 출연하였고, 2009년에도 한국 가수 그룹 최초로 일본 홍백가합전에 2년 연속으로 출연하였다. 2009년 한국 그룹 최초로 도쿄돔 단독 공연을 하였다.

### 2010년 동방신기 2인 활동
유노윤호, 최강창민은 2010년 SM타운 라이브 '10 월드투어 인 서울을 첫 무대로 활동을 재개하였다. 이후 2011년 1월 대한민국 정규 5집 《왜 (Keep Your Head Down)》부터 동방신기를 2인조로 재편해 활동하기 시작했다다. 3명의 멤버 탈퇴 이후, 위기를 겪을 것이라는 모두의 우려를 깨고, 2인조 동방신기(유노윤호, 최강창민)로 활동하면서 기존의 기록을 모두 뛰어넘었으며 일본에서는 역대 해외가수 최초, 최다, 최단이라는 신기록 행진을 이어나가며 본인들의 신기록을 본인들이 다시 갱신해 나가고 있다. 또한 아시아를 뛰어넘어 2013년 발표한 일본 정규 6집 《TIME》으로 세계 음반 차트(United World Chart) 2013년 week 12 앨범 차트 1위에 올랐으며 2014년에 발표한 한국 정규 앨범 《TENSE》는 미국 빌보드 차트 월드 앨범 부문 2위(01.20 위클리), 세계 음반 차트(United World Chart) 2014년 week 4 앨범 차트 3위(8,9000), week 5 앨범 차트 8위를 기록하며 한류스타로서의 위상을 보여주었다.

### 2011년~2015년 2인 동방신기의 신기록 대행진
2011년 한국 가수 듀오 최초로 일본 홍백가합전에 출연하였고, 동방신기 그룹으로서는 3번째 출연으로 한국 그룹 최다 출연이다.
2012년 한일 통산 음반 판매량 12,000,000장 이상을 기록했으며 일본 음반 누적 판매로만 1조 3,000억의 매출을 올렸다.(2014년 1월 14일 방송 MBC 기분좋은 날 참조) 3개월간 26회의 일본 투어 TOHOSHINKI LIVE TOUR 2012 ~TONE~를 전석 매진시키며 일본 투 55만 명 이상을 동원했으며 이 3개월 간의 일본 투어로만 1,000억 매출을 올린 것으로 추산된다.
한국 앨범으로 하는 아시아, 월드 투어인 TVXQ! LIVE WORLD TOUR "Catch Me"(2012년 11월 17일~2013년 7월 20일) 역시 그 포문을 여는 서울 콘서트 티켓이 3분만에 매진되는 기염을 토했다.
2013년 전 세계에서 가장 높은 수익을 기록한 K-팝 아티스트 1위, 해외 아티스트 최다 오리콘 차트 역대 싱글 위클리 1위 12회 기록을 보유 중이다.
한국 아티스트 최초이자, 해외 아티스트로는 4번째, 일본 아티스트 포함 16번째로 일본 5대 돔 투어 6th LIVE TOUR 2013 ~TIME~를 대성황리에 마쳤다. 파이널 공연은 2013년 8월 17일~18일 이틀간 해외 아티스트 최초이자 일본 아티스트 포함 역대 13번째로 일본 최대 공연장인 닛산 스타디움에서 대성황리에 마쳤다 . 6th LIVE TOUR 2013 ~TIME~ 투어로 85만명의 관객을 동원하여 한국 가수 역대 최다 관객동원 신기록 역시 세웠다.
2013년 발매된 일본 정규 6집 《TIME》 세계 음반 차트(United World Chart) 2013년 week 12 앨범 차트 1위에 오르는 기염을 통했다.
동방신기는 2014년에 한일 통산 음반 판매량 14,000,000장 이상을 기록했다. 또한 2014년에 발표된 한국 정규 앨범 《TENSE》는 미국 빌보드 차트 월드 앨범 부문 2위(1월 20일 위클리), 세계 음반 차트(United World Chart) 2014년 week 4 앨범 차트 3위(89,000), week 5 앨범 차트 8위에 오르는 기염을 토하며 월드스타의 위상을 보여주었다.
2016년 기준 기록들: 역대 해외 아티스트 사상 최단 기간(2012년~2014년) 200만 관객 동원(2012~2014년), 정규 앨범 4작품 연속 1위 신기록(2011년 일본 정규 5집~2014년 일본 정규 8집). 역대 해외 아티스트 사상 싱글 총 판매량 1위, 오리콘 위클리 싱글 차트 최다 1위, 오리콘 위클리 싱글 차트 TOP10 최다 진입, 싱글 발매 첫 주 최다 판매량 기록, 싱글 21작품 연속 오리콘 차트 TOP3 진입. 일본 골드디스크 대상 2년 연속 5관왕, 해외 가수 최초 4년 연속 도쿄돔 공연(2012년~2015년), 해외 가수 최초이자 역대 13번째 닛산 스타디움 공연(2013) 개최 등의 대기록을 세웠다. 본인들의 신기록을 본인들이 다시 갱신하는 행진을 이어나가고 있다. 기록들의 연속이다. 유노윤호의 입대 전날인 2015년 7월 20일에 발표한 한국 스페셜 앨범 《RISE AS GOD》역시 한국 중국 음악 차트 1위 동시 석권하며 식을 줄 모르는 인기를 증명했다. 특히 더블 타이틀곡 유노윤호의 솔로곡 〈샴페인〉은 중국 바이두 음원 차트 4주 연속 1위(30주차~33주차), 41주차 다시 1위 진입, 유노윤호의 또다른 솔로곡 〈Komplikated〉와 3주 연속(31주차~33주차) 1, 2위 동시 석권하는 등 중국에서 음원 신기록을 세웠다.

## 구성원
| 이름     | 소개 |
| -------- | --- |
| 유노윤호 | - 본명 : 정윤호 - 생년월일 : 1986년 2월 6일(39세) - 출생지 : 대한민국 광주광역시 광산구 첨단동 - 활동기간 : 2003년 12월 26일 ~ 현재 |
| 최강창민 | - 본명 : 심창민 - 생년월일 : 1988년 2월 18일(37세) - 출생지 : 대한민국 서울특별시 송파구 - 활동기간 : 2003년 12월 26일 ~ 현재       |

### 이전 구성원
| 이름   | 소개 |
| ------ | --- |
| 김재중 | - 생년월일 : 1986년 1월 26일(39세) - 출생지 : 대한민국 충청남도 공주시 - 활동기간 : 2003년 12월 26일 ~ 2010년 3월 24일  |
| 박유천 | - 생년월일 : 1986년 6월 4일(39세) - 출생지 : 대한민국 서울특별시 강동구 - 활동기간 : 2003년 12월 26일 ~ 2010년 3월 24일 |
| 김준수 | - 생년월일 : 1986년 12월 15일(38세) - 출생지 : 대한민국 경기도 고양시 - 활동기간 : 2003년 12월 26일 ~ 2010년 3월 24일   |

## 팬클럽
- 카시오페아(cassiopeia)의 첫 팬미팅은 2004년 2월 1일 남대문 메사 팝콘홀에서 행해졌으며 이 때 팬클럽명과 상징 색이 정해졌다.
- 카시오페아는 국내 팬클럽을 부르는 명칭이었으나 동방신기가 해외로 진출하면서 전 세계에 분포하는 동방신기 팬들을 통칭하는 말이 되었다. 줄여서 카아,캉이라고 부르기도 한다.
- 일본 공식 팬클럽명은 비기스트(bigeast)이다. 2006년 4월 1일 정식 발족되었고, 2인조 재편 후 팬클럽 또한 원점으로 되돌려 2011년 8월 1일부터 8월 31일까지 첫 입회접수를 받아 2015년 4월 기준 51만 명을 돌파했다.(참고 2014년 5월 기준 35만 명)
- 유노윤호, 최강창민의 회원 번호는 각각 1, 2번이다.
- 동방신기를 상징하는 공식컬러는 펄레드이다.
- 한국팬클럽은 카시오페아 이고 일본팬클럽은 비기스트이다.